# Peltzerella laticornis
Peltzerella laticornis är en insektsart som beskrevs av Schmidt 1926. Peltzerella laticornis ingår i släktet Peltzerella och familjen hornstritar. Inga underarter finns listade i Catalogue of Life.